# فيكتوريا دونلاب
فيكتوريا دونلاب (بالإنجليزية: Victoria Dunlap)‏ مواليد 19 سبتمبر 1989 في ناشفيل، هي لاعبة كرة سلة أمريكية. بدأت مسيرتها الاحترافية في سنة 2011. تم اختيارها من قبل فريق واشنطن ميستيكس خلال الدرافت. لعبت مع واشنطن ميستيكس وسياتل ستورم.

## روابط خارجية
- فيكتوريا دونلاب على موقع الاتحاد الوطني لكرة السلة النسائية (الإنجليزية)
- فيكتوريا دونلاب على موقع كرة السلة الأوروبية.كوم (الإنجليزية)
- فيكتوريا دونلاب على موقع كلية كرة السلة في سبورتس رفرنس.كوم (الإنجليزية)
- فيكتوريا دونلاب على موقع بروبوليرز (الإنجليزية)
- فيكتوريا دونلاب على موقع سبورتس رفرنس (الإنجليزية)